# Джудичи, Джованни
Джованни Джудичи (итал. Giovanni Giudici, 26 июня 1924, Портовенере — 24 мая 2011, Специя) — итальянский поэт, переводчик, журналист.

## Биография
Отец — мелкий служащий; мать — учительница в начальной школе, умерла, когда сыну было 3 года. Отец на следующий год снова женился, в 1933 семья переехала в Рим. В 11 лет Джованни начал писать стихи. Закончил классический лицей, по настоянию отца в 1941 поступил на медицинский факультет Римского университета, который сменил в 1942 на филологический. Окончил университет в 1945, защитив диплом по поэзии Анатоля Франса. Открыл для себя лирику Рильке и Дино Кампаны, а затем Сальваторе Квазимодо, Унгаретти, Умберто Сабы, Сандро Пенны. Скрывался от призыва в армию, участвовал в антифашистском движении, издавал подпольную газету «Наша борьба». После войны много работал как журналист в L’Umanità, l’Espresso и др.
Переводил с английского (Эзра Паунд, Уоллес Стивенс, Роберт Фрост), чешского (Франтишек Галас, Йиржи Коларж), русского, ему принадлежит перевод пушкинского романа в стихах «Евгений Онегин», книги Юрия Тынянова Проблема стихотворного языка.

## Произведения
- Внезапный расцвет/ Fiorì d’improvviso (1953)
- Вокзал в Пизе/ La stazione di Pisa e altre poesie (1955)
- L’intelligenza col nemico (1957)
- Католическое воспитание/ L’educazione cattolica (1962—1963) (1963)
- Жизнь в стихах/ La vita in versi (1965)
- Автобиология/ Autobiologia (1969)
- О, Беатриче/ O beatrice (1972)
- Poesie scelte: 1957—1974 (1975)
- Болезнь кредиторов/ Il male dei creditori (1977)
- Ресторан мертвецов/ Il ristorante dei morti (1981)
- Прощай, плакать запрещено/ Addio, proibito piangere e altri versi tradotti (1955—1980), переводы (1982)
- Свет твоих тайн/ Lume dei tuoi misteri (1984)
- Salutz (1984—1986) (1986)
- Театральные репитиции/ Prove del teatro (1989)
- Крепость/ Fortezza (1990)
- Poesie: 1953—1990 (1991, 2 тт.)
- Quanto spera di campare Giovanni (1993)
- Un poeta del golfo (1995)
- Злые звезды/ Empie stelle (1996)
- Вечерняя ересь/ Eresia della Sera (1999)
- I versi della vita (2000)
- Vaga lingua strana: dai versi tradotti, переводы (2003)
- Da una soglia infinita: prove e poesie: 1983—2002 (2004)

## Публикации на русском языке
- [Стихотворения] // Итальянская поэзия в переводах Евгения Солоновича. — М.: Радуга, 2000. — С. 464—485.

## Признание
Премия Багутта (1993), премия Антонио Фельтринелли (1997) и др.